# Krabbeschans
De Krabbeschans is een versterking die deel uitmaakt van de Staats-Spaanse Linies en die zich bevindt tussen Sluis en Aardenburg. Hier loopt ook nog een restant van de vroegere Krabbekreek.
De schans is aangelegd in 1604 door de Staatse troepen ter ondersteuning van het Beleg van Sluis. Ze stond via de buurtschap Ronduit in verbinding met het Kruisdijkschans.
Toen in 1650 de Bewester Eede benoorden Sint-Pietersdijkpolder werd ingepolderd verdween het militaire nut van deze schans en in 1672 werd ze ontmanteld. Ze is nog in gebruik geweest als landgoed en later is er een boerderij op gebouwd. Aan de loop der wegen en oneffenheden in het landschap is de ligging van deze schans nog te zien.
Op de Krabbeschans bevindt zich nog een graf van de familie Hennequin, die ook eigenaar van landgoed De Elderschans is geweest.